# CAC ウーメラ
CAC ウーメラ
ウーメラ CA-4の試作機（A23-1001）の側面
- 用途：爆撃機、偵察機、急降下爆撃機、雷撃機
- 製造者：コモンウェルス・エアクラフト
- 初飛行：1941年9月19日
- 生産数：2機
- 運用状況：試作のみ

 CAC ウーメラ（CAC Woomera）は、オーストラリアのコモンウェルス・エアクラフト社（CAC）が第2次世界大戦中に設計/製造した爆撃機である。オーストラリア空軍（RAAF）で運用される前にウーメラの発注はキャンセルされた。

## 設計と開発
1939年初めにオーストラリア政府は多量のブリストル ボーフォート爆撃機を発注したが、鉄道車両工場で生産されることとなったため、地元の航空機メーカーであるCACは除外されることとなった。
ローレンス・ワケット（英語版）が率いるCACは、急降下爆撃機と雷撃機の双方の役割を担える機体を製作してボーフォートを凌駕する性能を発揮することを目指して独自の機体の設計を開始した。重量軽減のためにワケットは従来の自動防漏式燃料タンクではなく主翼内の空間を水密構造にして燃料タンクとして利用していた。オーストラリア政府は当初はこのCACの設計案には興味を示さなかったが、1940年半ばにボーフォート生産計画への英国製部品供給の打ち切り（バトル・オブ・ブリテン期間中に自国の生産量を最大にする必要に迫られて英国が航空機の輸出を制限したため）を受けて、オーストラリア空軍がこの機体に関する意見を表明する前だったにもかかわらず政府はこの設計案の試作機を発注した。この試作機CA-4は1941年9月19日に初飛行を行った。CA-4は乗員3名の低翼、双発の多用途爆撃機であり、機首に4丁の.303口径機関銃と左右のエンジンナセル後部に遠隔操作式の連装銃塔で武装していた。本機は500 lb (230 kg)爆弾、250 lb (110 kg)爆弾か2本の魚雷を搭載することができた。エンジンは元々はプラット・アンド・ホイットニー R-1830-S3C3-G 星型エンジンを装着していた。不幸なことに特徴のある構造の燃料タンクの信頼性が低く、1943年1月にCA-4の試作機は燃料漏れと思われる原因で飛行中に爆発を起こし完全に破壊された。
尾翼と方向舵を再設計され、機首の武装が20 mm機関砲2門と.303口径機関銃2丁に変更されてCA-4はCA-11 ウーメラとなった。

## 生産
1941年12月に日本が参戦すると危機に直面することとなり、RAAFはテストが終了していないにもかかわらずこの設計案を受け入れ1942年3月8日に105機のCAC製爆撃機を発注した。しかしCA-4の試作初号機が失われると再設計されたCA-11は1944年6月まで飛行できなかった。生産の準備が整った時点で急降下爆撃機というコンセプトの評価は地に落ちており、RAAF内での軽爆撃機/偵察機/攻撃機という役割は英国設計のブリストル ボーファイター（生産はオーストラリアのDepartment of Aircraft Production）で占められており、米国製のB-24 リベレーター重爆撃機も入手可能となっていた。こういった事態を受けてウーメラの発注数は元々の105機から20機へ削減された。最初のCA-11の飛行後に開発計画全体がキャンセルされ、CAC内でウーメラ用に用意された生産能力はノースアメリカン P-51 マスタング戦闘機用に転換された。

### CA-4の喪失
1943年1月15日にCA-4の試作機A23-1001がエンジン性能と新しい固定式前縁スラットの空力効果を評価するための試験飛行中に墜落した。フィッシャーマンズベンド（Fisherman's Bend）にあるCACの飛行場へ戻る途中で操縦していたジム・ハーパー（Jim Harper）少佐は、左側のプラット・アンド・ホイットニー R-1830エンジンから燃料が漏れていることに気付いた。事態が悪化してくるとハーパーはエンジンを停止しプロペラをフェザリング状態に入れようとしたが、実際にはフェザリングスイッチは爆発を引き起こし消火不能の火災が生じた。3名の搭乗員は高度1,000フィート (300 m)から次々に脱出を図り、ハーパーだけはパラシュート降下に成功したが、CACのテストパイロットのジム・カーター（Jim Carter）とエンジン整備員のLionel Dudgeonの両名は死亡した。その後に機体はキルモアの南西3マイル (4.8 km)の地点に墜落した。残骸は回収され部品として再利用された。

## 運用
オーストラリア
- オーストラリア空軍

## 要目

CA-4 ウーメラ試作初号機の三面図

- 乗員：3名（操縦士、爆撃手/航法士、後部銃手）
- 全長：12.07 m (39 ft 7 in)
- 全幅：18.05 m (59 ft 2½ in)
- 全高：5.53 m (18 ft 2 in)
- 翼面積：40.9 m² (440 ft²)
- 空虚重量：5,798 kg (12,756 lb)
- 最大離陸重量：10,402 kg (22,885 lb)
- エンジン：2 × プラット・アンド・ホイットニー R-1830-S3C3-G 星型エンジン、1,200 hp (895 kW)
- 最大速度：454 km/h (282 mph, 247 knots)
- 巡航高度：7,165 m (23,500 ft)
- 航続距離：3,580 km (2,225 mi, 1,950 nm)（外部増槽と魚雷1基 搭載時）
- 上昇率：10.6 m/s (2,090 ft/min)

- 武装：
  - 機銃
    - 2 × 303 ブローニング機関銃
    - 2 × 20 mm イスパノ MkII（機首）
    - 4 × 303 ブローニング機関銃（後方向き遠隔操作銃塔）
    - 1 × 303 ヴィッカース K 機関銃（胴体下面）

  - 爆弾
    - 4 × 250 lb (113 kg) 爆弾（エンジンナセル内爆弾倉）と4× 500 lb (224 kg) 爆弾
    - 又は 2 × GB Mk XII 又はUS Mk13-2魚雷（胴体下面）
    - 又は 1 × 魚雷と1× 293 imp gal (352 USG) 増槽（胴体下面）